# 悦般州都督府
悦般州都督府，唐朝羁縻都督府名。
龙朔元年（661年）置，治所在石汗那艳城（今阿富汗东北兴都库什山西北麓斯科特扎尔一带，一说即今塔吉克斯坦杜尚别西南迭纳乌）。辖境相当今兴都库什山脉中段北部地区。公元8世纪中废。 